# موردراز السفلي (سررود الجنوبي)
موردراز السفلی (بالفارسية: موردراز سفلی) هي قرية تقع في إيران في قسم سررود الجنوبي الريفي. يقدر عدد سكانها بـ 156 نسمة .